# Elezioni comunali nelle Marche del 2000
Le elezioni comunali nelle Marche del 2000 si tennero il 16 aprile (con ballottaggio il 30 aprile).

## Riepilogo sindaci eletti
Coalizione di centro-sinistra
     Coalizione di centro-destra
     Commissario prefettizio
| Provincia | Comune            | Popolazione legale (censimento 1991) | Sindaco uscente | Sindaco uscente        | Sindaco eletto | Sindaco eletto         | Primo turno | Primo turno | Secondo turno | Secondo turno | Seggi   |
| Provincia | Comune            | Popolazione legale (censimento 1991) | Sindaco uscente | Sindaco uscente        | Sindaco eletto | Sindaco eletto         | Voti        | %           | Voti          | %             | Seggi   |
| --------- | ----------------- | ------------------------------------ | --------------- | ---------------------- | -------------- | ---------------------- | ----------- | ----------- | ------------- | ------------- | ------- |
| Ancona    | Senigallia        | 43 391                               |                 | Carmine Rotondi        |                | Luana Angeloni (DS)    | 11 655      | 43,75       | 11 756        | 57,42         | 18 / 30 |
| Macerata  | Macerata          | 43 040                               |                 | Giuseppe Colli         |                | Giorgio Meschini (PPI) | 9 565       | 36,56       | 10 597        | 56,10         | 24 / 40 |
| Macerata  | Civitanova Marche | 37 260                               |                 | Erminio Marinelli (FI) |                | Erminio Marinelli (FI) | 15 106      | 60,55       | —             | —             | 18 / 30 |

## Ancona

### Senigallia
| Candidati                       | Candidati                 | II turno             | II turno        | I turno | I turno | Liste                    | Voti   | %     | Seggi |
| Candidati                       | Candidati                 | Voti                 | %               | Voti    | %       | Liste                    | Voti   | %     | Seggi |
| ------------------------------- | ------------------------- | -------------------- | --------------- | ------- | ------- | ------------------------ | ------ | ----- | ----- |
|                                 | Luana Angeloni ✔️ Sindaca | 11 756               | 57,42           | 11 655  | 43,75   | Democratici di Sinistra  | 7 879  | 33,83 | 14    |
| Popolari Democratici Europei    | Luana Angeloni ✔️ Sindaca | 11 756               | 57,42           | 11 655  | 43,75   | 1 214                    | 5,21   | 2     |       |
| I Democratici                   | Luana Angeloni ✔️ Sindaca | 11 756               | 57,42           | 11 655  | 43,75   | 1 169                    | 5,02   | 2     |       |
| Partito dei Comunisti Italiani  | Luana Angeloni ✔️ Sindaca | 11 756               | 57,42           | 11 655  | 43,75   | 359                      | 1,54   | –     |       |
| Socialisti Democratici Italiani | Luana Angeloni ✔️ Sindaca | 11 756               | 57,42           | 11 655  | 43,75   | 330                      | 1,42   | –     |       |
| Totale liste                    | Luana Angeloni ✔️ Sindaca | 11 756               | 57,42           | 11 655  | 43,75   | 10 951                   | 47,02  | 18    |       |
|                                 | Fabrizio Marcantoni       | 8 719                | 42,58           | 6 892   | 25,87   | Forza Italia - CCD - CDU | 2 560  | 10,99 | 2     |
| Alleanza Nazionale              | Fabrizio Marcantoni       | 8 719                | 42,58           | 6 892   | 25,87   | 2 025                    | 8,69   | 1     |       |
| Marcantoni per Senigallia       | Fabrizio Marcantoni       | 8 719                | 42,58           | 6 892   | 25,87   | 1 081                    | 4,64   | 1     |       |
| Seggio di coalizione            | Seggio di coalizione      | Seggio di coalizione | 42,58           | 6 892   | 25,87   | 1                        |        |       |       |
| Totale liste                    | Fabrizio Marcantoni       | 8 719                | 42,58           | 6 892   | 25,87   | 5 666                    | 24,33  | 4     |       |
|                                 | Simone Ceresoni           | Simone Ceresoni      | Simone Ceresoni | 4 697   | 17,63   | Federazione dei Verdi    | 1 994  | 8,56  | 2     |
| Rifondazione Comunista          | Simone Ceresoni           | Simone Ceresoni      | Simone Ceresoni | 4 697   | 17,63   | 1 040                    | 4,47   | 1     |       |
| Sinistra Democratica            | Simone Ceresoni           | Simone Ceresoni      | Simone Ceresoni | 4 697   | 17,63   | 782                      | 3,36   | –     |       |
| Seggio di coalizione            | Seggio di coalizione      | Seggio di coalizione | Simone Ceresoni | 4 697   | 17,63   | 1                        |        |       |       |
| Totale liste                    | Simone Ceresoni           | Simone Ceresoni      | Simone Ceresoni | 4 697   | 17,63   | 3 816                    | 16,38  | 3     |       |
|                                 | Lucio Massacesi           | Lucio Massacesi      | Lucio Massacesi | 3 394   | 12,74   | Liberi per Senigallia    | 2 859  | 12,27 | 2     |
| Seggio di coalizione            | Seggio di coalizione      | Seggio di coalizione | Lucio Massacesi | 3 394   | 12,74   | 1                        |        |       |       |
| Totale                          | Totale                    | 20 475               | 100             | 26 638  | 100     |                          | 23 292 | 100   | 30    |
|                                 |                           |                      |                 |         |         |                          |        |       |       |
| Schede bianche                  | Schede bianche            | 291                  | 1,38            | 691     | 2,47    |                          |        |       |       |
| Schede nulle                    | Schede nulle              | 346                  | 1,64            | 632     | 2,26    |                          |        |       |       |
| Votanti                         | Votanti                   | 21 112               | 57,05           | 27 961  | 75,56   |                          |        |       |       |
| Elettori                        | Elettori                  | 37 004               |                 | 37 004  |         |                          |        |       |       |
|                                 |                           |                      |                 |         |         |                          |        |       |       |
| Fonte: Ministero dell'interno   |                           |                      |                 |         |         |                          |        |       |       |

## Macerata

### Macerata
| Candidati                       | Candidati                   | II turno             | II turno          | I turno | I turno | Liste                           | Voti   | %     | Seggi |
| Candidati                       | Candidati                   | Voti                 | %                 | Voti    | %       | Liste                           | Voti   | %     | Seggi |
| ------------------------------- | --------------------------- | -------------------- | ----------------- | ------- | ------- | ------------------------------- | ------ | ----- | ----- |
|                                 | Giorgio Meschini ✔️ Sindaco | 10 597               | 56,10             | 9 565   | 36,56   | Democratici di Sinistra         | 3 579  | 15,61 | 11    |
| Partito Popolare Italiano       | Giorgio Meschini ✔️ Sindaco | 10 597               | 56,10             | 9 565   | 36,56   | 2 598                           | 11,33  | 7     |       |
| Rifondazione Comunista          | Giorgio Meschini ✔️ Sindaco | 10 597               | 56,10             | 9 565   | 36,56   | 956                             | 4,17   | 2     |       |
| Partito dei Comunisti Italiani  | Giorgio Meschini ✔️ Sindaco | 10 597               | 56,10             | 9 565   | 36,56   | 679                             | 2,96   | 2     |       |
| La mia Città                    | Giorgio Meschini ✔️ Sindaco | 10 597               | 56,10             | 9 565   | 36,56   | 629                             | 2,74   | 1     |       |
| Socialisti Democratici Italiani | Giorgio Meschini ✔️ Sindaco | 10 597               | 56,10             | 9 565   | 36,56   | 462                             | 2,01   | 1     |       |
| Totale liste                    | Giorgio Meschini ✔️ Sindaco | 10 597               | 56,10             | 9 565   | 36,56   | 8 903                           | 38,82  | 24    |       |
|                                 | Vitaliana Vitaletti         | 8 294                | 43,90             | 7 539   | 28,82   | Forza Italia                    | 2 718  | 11,85 | 3     |
| Alleanza Nazionale              | Vitaliana Vitaletti         | 8 294                | 43,90             | 7 539   | 28,82   | 2 715                           | 11,84  | 3     |       |
| CCD - CDU                       | Vitaliana Vitaletti         | 8 294                | 43,90             | 7 539   | 28,82   | 1 178                           | 5,14   | 1     |       |
| I Liberal Sgarbi                | Vitaliana Vitaletti         | 8 294                | 43,90             | 7 539   | 28,82   | 328                             | 1,43   | –     |       |
| Seggio di coalizione            | Seggio di coalizione        | Seggio di coalizione | 43,90             | 7 539   | 28,82   | 1                               |        |       |       |
| Totale liste                    | Vitaliana Vitaletti         | 8 294                | 43,90             | 7 539   | 28,82   | 6 939                           | 30,26  | 7     |       |
|                                 | Anna Menghi                 | Anna Menghi          | Anna Menghi       | 4 845   | 18,52   | Comitato Anna Menghi            | 3 315  | 14,46 | 3     |
| Le Frazioni per Macerata        | Anna Menghi                 | Anna Menghi          | Anna Menghi       | 4 845   | 18,52   | 539                             | 2,35   | –     |       |
| Seggio di coalizione            | Seggio di coalizione        | Seggio di coalizione | Anna Menghi       | 4 845   | 18,52   | 1                               |        |       |       |
| Totale liste                    | Anna Menghi                 | Anna Menghi          | Anna Menghi       | 4 845   | 18,52   | 3 854                           | 16,81  | 3     |       |
|                                 | Gian Mario Maulo            | Gian Mario Maulo     | Gian Mario Maulo  | 3 033   | 11,59   | I Democratici - Città dell'Uomo | 2 459  | 10,72 | 2     |
| Seggio di coalizione            | Seggio di coalizione        | Seggio di coalizione | Gian Mario Maulo  | 3 033   | 11,59   | 1                               |        |       |       |
|                                 | Mario Crucianelli           | Mario Crucianelli    | Mario Crucianelli | 1 181   | 4,51    | Destra di Popolo                | 778    | 3,39  | –     |
| Seggio di coalizione            | Seggio di coalizione        | Seggio di coalizione | Mario Crucianelli | 1 181   | 4,51    | 1                               |        |       |       |
| Totale                          | Totale                      | 18 891               | 100               | 26 163  | 100     |                                 | 22 933 | 100   | 40    |
|                                 |                             |                      |                   |         |         |                                 |        |       |       |
| Schede bianche                  | Schede bianche              | 269                  | 1,37              | 654     | 2,35    |                                 |        |       |       |
| Schede nulle                    | Schede nulle                | 467                  | 2,38              | 983     | 3,54    |                                 |        |       |       |
| Votanti                         | Votanti                     | 19 627               | 55,02             | 27 800  | 77,93   |                                 |        |       |       |
| Elettori                        | Elettori                    | 35 673               |                   | 35 673  |         |                                 |        |       |       |
|                                 |                             |                      |                   |         |         |                                 |        |       |       |
| Fonte: Ministero dell'interno   |                             |                      |                   |         |         |                                 |        |       |       |

### Civitanova Marche
|                                | Erminio Marinelli ✔️ Sindaco | 15 106               | 60,55 | Forza Italia            | 6 070  | 28,51 | 10 |  |  |
| Alleanza Nazionale             | Erminio Marinelli ✔️ Sindaco | 15 106               | 60,55 | 3 025                   | 14,21  | 5     |    |  |  |
| Insieme per Civitanova         | Erminio Marinelli ✔️ Sindaco | 15 106               | 60,55 | 2 172                   | 10,20  | 2     |    |  |  |
| CCD - CDU                      | Erminio Marinelli ✔️ Sindaco | 15 106               | 60,55 | 978                     | 4,59   | 1     |    |  |  |
| Totale liste                   | Erminio Marinelli ✔️ Sindaco | 15 106               | 60,55 | 12 245                  | 57,51  | 18    |    |  |  |
|                                | Giorgio Berdini              | 8 487                | 34,02 | Democratici di Sinistra | 4 691  | 22,03 | 7  |  |  |
| Uniti con Giorgio Berdini      | Giorgio Berdini              | 8 487                | 34,02 | 1 145                   | 5,38   | 1     |    |  |  |
| Partito Popolare Italiano      | Giorgio Berdini              | 8 487                | 34,02 | 962                     | 4,52   | 1     |    |  |  |
| Rifondazione Comunista         | Giorgio Berdini              | 8 487                | 34,02 | 614                     | 2,88   | 1     |    |  |  |
| Partito dei Comunisti Italiani | Giorgio Berdini              | 8 487                | 34,02 | 286                     | 1,34   | –     |    |  |  |
| Seggio di coalizione           | Seggio di coalizione         | Seggio di coalizione | 34,02 | 1                       |        |       |    |  |  |
| Totale liste                   | Giorgio Berdini              | 8 487                | 34,02 | 7 698                   | 36,15  | 10    |    |  |  |
|                                | Daniele Maria Angelini       | 700                  | 2,81  | I Democratici           | 759    | 3,56  | –  |  |  |
| Seggio di coalizione           | Seggio di coalizione         | Seggio di coalizione | 2,81  | 1                       |        |       |    |  |  |
|                                | Ivo Costamagna               | 453                  | 1,82  | Socialisti Libertari    | 416    | 1,95  | –  |  |  |
|                                | Massimo Giampaoli            | 200                  | 0,80  | Destra Europea - MSE    | 174    | 0,82  | –  |  |  |
| Totale                         | Totale                       | 24 946               | 100   |                         | 21 292 | 100   | 30 |  |  |
|                                |                              |                      |       |                         |        |       |    |  |  |
| Schede bianche                 | Schede bianche               | 555                  | 2,13  |                         |        |       |    |  |  |
| Schede nulle                   | Schede nulle                 | 610                  | 2,34  |                         |        |       |    |  |  |
| Votanti                        | Votanti                      | 26 111               | 80,04 |                         |        |       |    |  |  |
| Elettori                       | Elettori                     | 32 622               |       |                         |        |       |    |  |  |
|                                |                              |                      |       |                         |        |       |    |  |  |
| Fonte: Ministero dell'interno  |                              |                      |       |                         |        |       |    |  |  |